# 貝爾德潟湖
26°53′S 68°28′W / 26.883°S 68.467°W

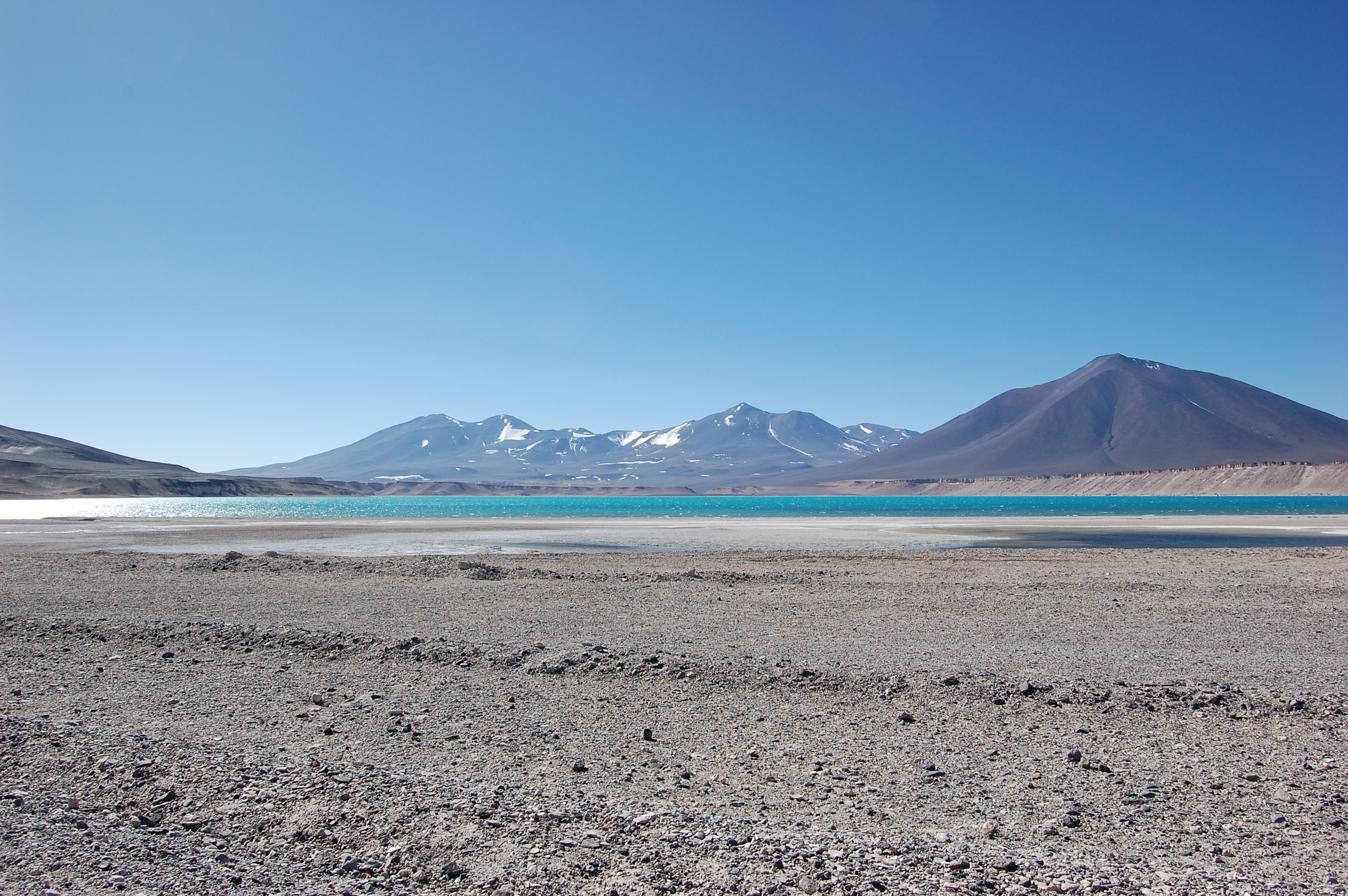

貝爾德潟湖是智利的鹹水湖，位於該國北部，由阿塔卡馬大區負責管轄，距離科皮亞波265公里，面積15平方公里，集水區面積1,075平方公里，海拔高度4,328米。